# Rotswoningen van Geulhem

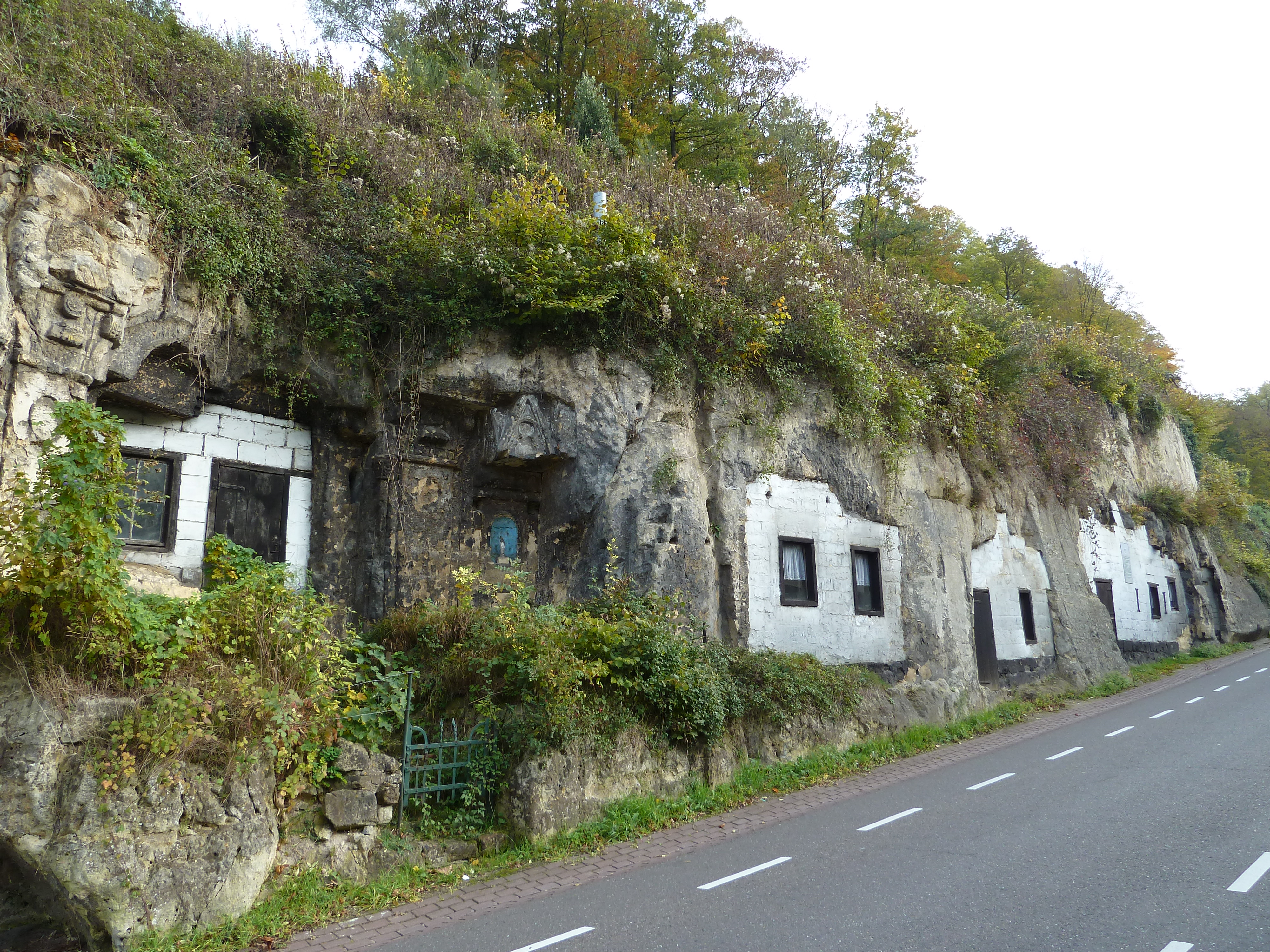
De rotswoningen aan de weg

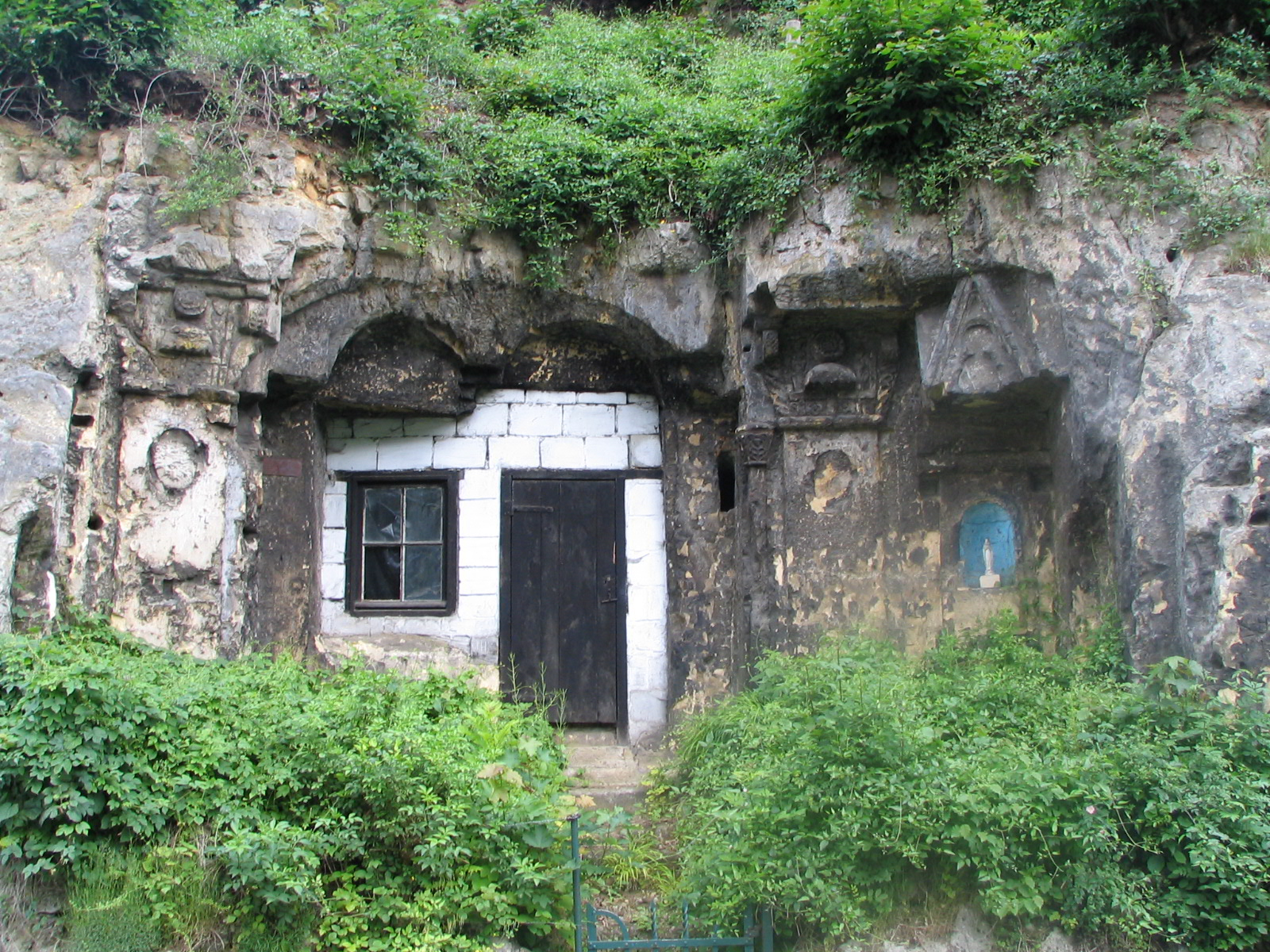
Ingang van een rotswoning

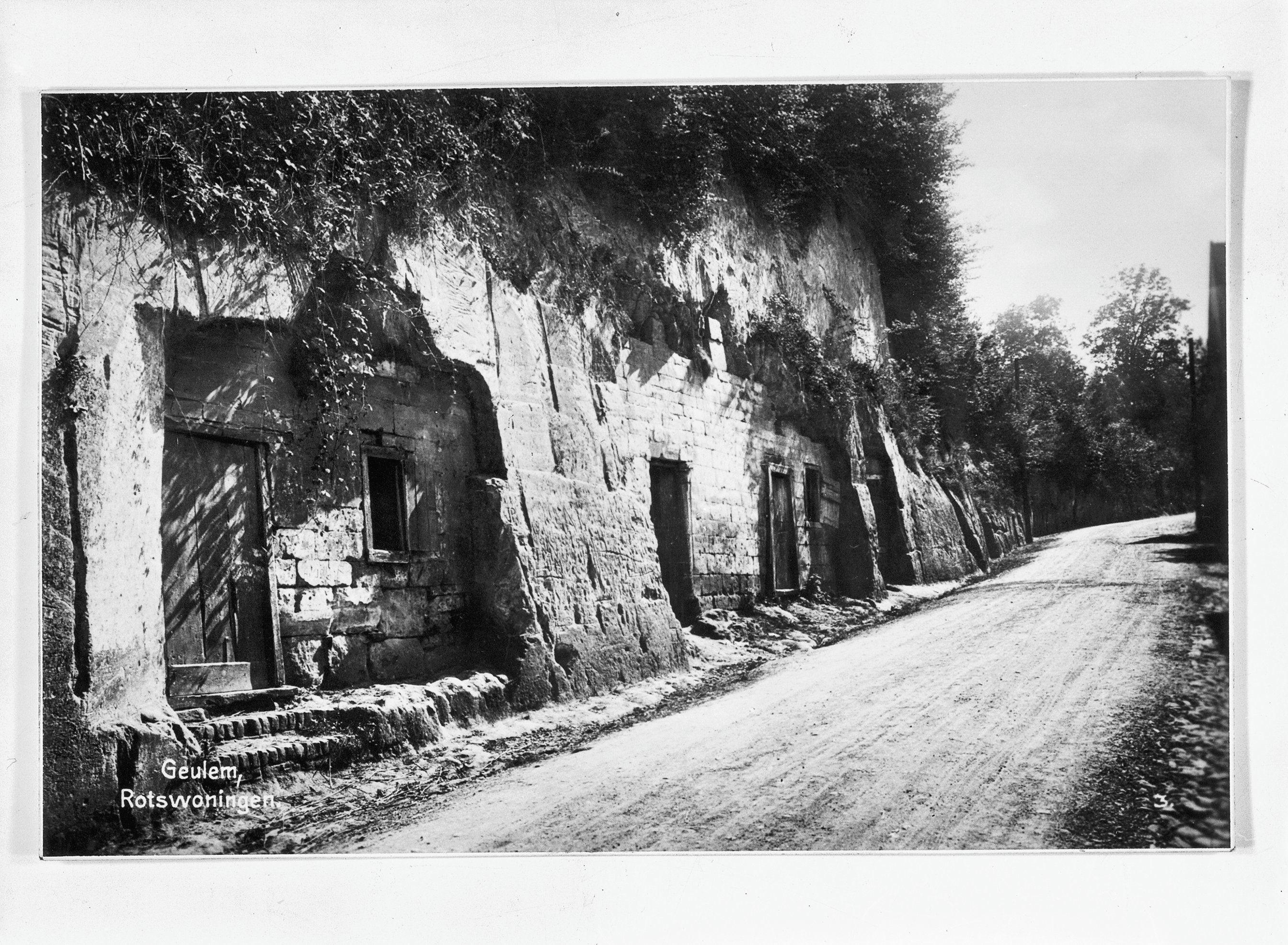
Hoe het er vroeger uitzag

De rotswoningen van Geulhem zijn enkele groevewoningen in de Nederlandse gemeente Valkenburg aan de Geul in Zuid-Limburg. De ondergrondse woningen liggen in Geulhem aan de Geulhemmerweg in de Geulhemmerberg op de noordelijke rand van het Plateau van Margraten in de overgang naar het Geuldal. In de omgeving duikt het plateau een aantal meter steil naar beneden.
Op ongeveer 260 meter naar het oosten ligt de Amorgroeve, op ongeveer 150 meter naar het zuiden ligt de hoofdingang van de Geulhemmergroeve die in dezelfde heuvel uitgehouwen is. Op ongeveer 225 en 175 meter naar het westen liggen de Slangenberggroeve en de Mussenputgroeve.
De rotswoningen worden beheerd door de stichting De Rotswoning.

## Geschiedenis
In de 18e eeuw werden de woningen opgetrokken door blokbrekers.
Tot 1931 waren de rotswoningen bewoond en werd er een huur gerekend van vier cent per maand of 50 cent per jaar.
Op 17 januari 1967 werden de rotswoningen ingeschreven in het rijksmonumentenregister.
In 1976 werden enkele van de grotwoningen gerestaureerd.

## Woningen
De woningen zijn ingericht in het kalksteen, waarbij de gevel aan de straatzijde voor een deel dichtgemetseld is en voorzien van ramen en deuren. Het interieur was sober, deels witgekalkt of lichtblauw geschilderd. Een rotswoning heeft een tweede verdieping en er is een kippenhok en bakoven.